# 그리스도의 수치

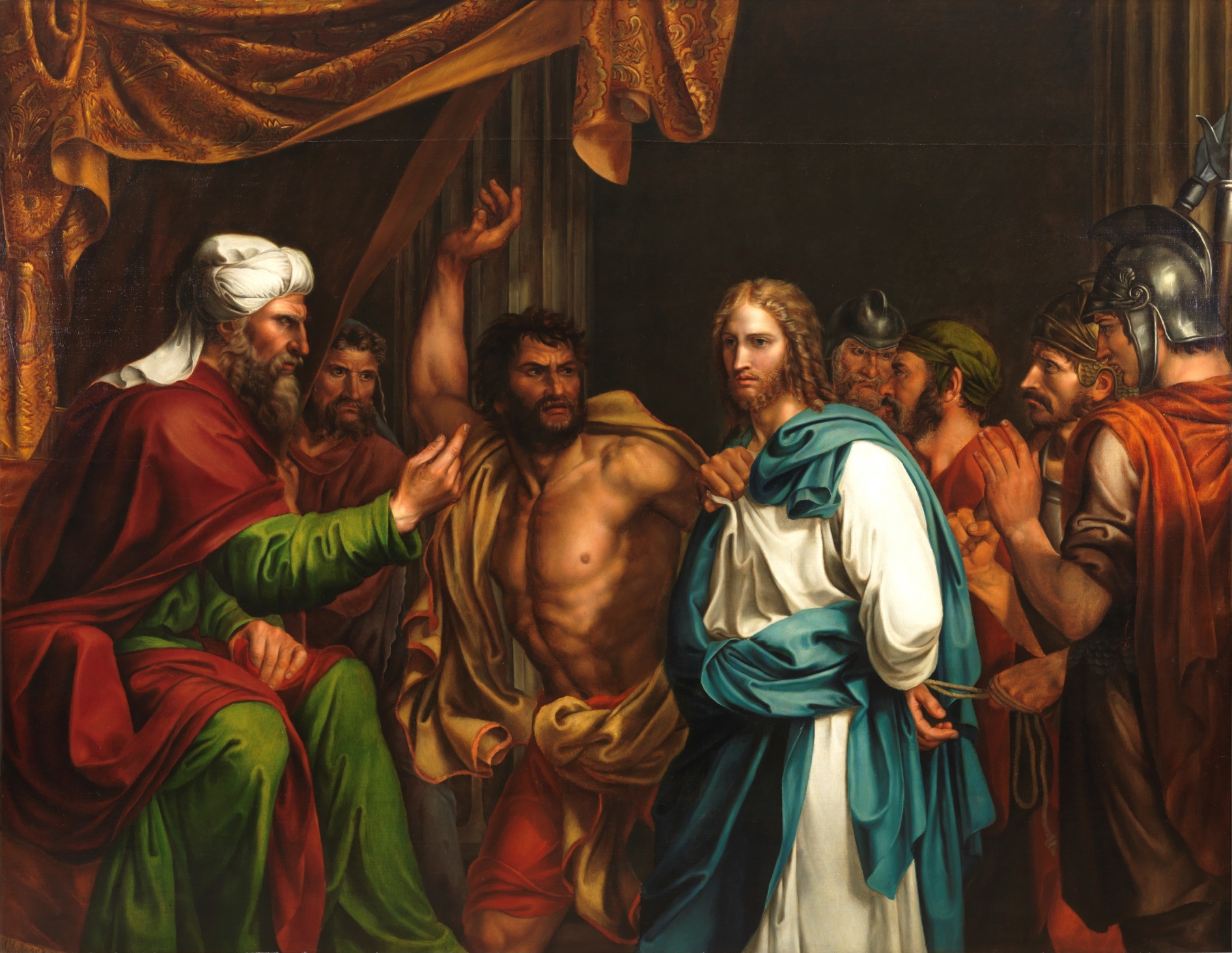
1803, 마드라소 작, 예수가 산헤드린 재판 중, 그가 대제사장 안나스 앞에서 맞는 모습.

그리스도의 창피는 기독교 신앙에 따르면, 거부로 구성된 칼빈 교리이자 예수가 입고 받은 고통이다. 이에는 그의 강생, 수난, 죽음, 매장, 때로는 지옥으로의 하강도 포함되어 있다.

## 아만두스 폴라누스의 견해
그는 성육신을 그리스도의 낮아지심의 첫번째 부분으로 보았다.  성육신 다음으로 낮아지심을 보는 루터란의 입장과 반대하여, 그리스도의 낮아지심을 하나님의 형상으로 자기를 비운 것, 하늘에서 우리를 위해서 내려오신것, 율법 아래서 율법을 복종하신 것, 그리고 인간의 불순종으로 인해 하나님의 만족이 되신 것으로 설명하였다.

## 같이 보기
- 그리스도의 행복